# Ciclodextrina
As ciclodextrinas (Abreviação - CDs), são um tipo de Carboidratos complexos e compostos de unidades de Glicose a (ɑ-D-glicopiranose) unidas pelas ligações tipo ɑ-1,4 com estruturas iguais a um tronco de cone. Frans Schardinger classificou as ciclodextrinas no ano de 1903, como resultantes da degradação do Amido pela ação de uma Enzima denominada  Amilase ciclodextrina glicosil transferase (CGTase), produzida por um Microorganismo chamado Bacillus macerans, que consegue romper um segmento da hélice do amido e unir as duas porções terminais da partícula restante em uma única molécula cíclica. Com a modificação enzimática é possível obter a ciclização de seis, sete ou oito partes de Glicose, dando origem á ɑ, β e ٧-CD.
A estrutura da ciclodextrinas foi estabelecida em 1942, por estudos de difração dos Raios-X, onde mostrou que estas Moléculas anulares apresentam as suas hidroxilas primárias no lado mais afilado do tronco, ao passo que as hidroxilas secundárias constatam-se na sua parte mais ampla. As hidroxilas das pontas tornam-se a ciclodextrinas solúveis em água, devido á facilidade de ligações de Hidrogênio com o solvente. No entanto o interior da cavidade é divisado pelo alinhamento dos hidrogênios C(3)-H e c(5)-H e pelo Oxigênio da união do Éter C(1)-O-C(4), o que coincidem com o caráter hidrofóbico.

## As Três principais Estruturas de Ciclodextrinas
- α -ciclodextrina: seis anéis de molécula de açúcar
- β -ciclodextrina: sete anéis de molécula de açúcar
- γ -ciclodextrina: oito anéis de molécula de açúcar

Estrutura Química dos três tipos principais de cyclodextrinas.

## As Ciclodextrinas na Farmacologia
Hoje são encontradas várias maneiras de se utilizar as CDs, tais como nos Medicamentos, Alimentos, em Perfumes, na Agricultura, etc... A característica mais importante das CDs é a sua habilidade de formar complexos de inclusão em muitas moléculas hóspedes (que são compostos orgânicos ou inorgânicos, de natureza iônica ou neutra) em uma solução.
Os complexos de inclusão vêm sendo utilizados em medicamentos, alimentos e na agricultura. Nesses produtos, as CDs agem especialmente como veículos de solubilização em água, porque as substâncias apolares estão no interior do cone, e a relação com a água ocorre com a parte polar, que fica no lado de fora do tronco.
O conhecimento primordial da ligações e das Catálises Enzimáticas, associado às propriedades estruturais das CDs, tem levado ao desenvolvimento de modelos simples de enzimas artificiais, numa tentativa de imitar as reações biológicas mais próprias.
As CDs são muitos importantes na Química Medicinal no que diz respeito à tecnologia de liberação controlada de Fármacos, representando atualmente um avanço da ciência que envolve diferentes aspectos multidisciplinares do conhecimento. Os sistemas de liberação, descritos como “drug delivery systems”, concedem inúmeras vantagens quando comparados a outros de dosagem factícios.
Nas indústrias farmacêuticas, as CDs são empregadas para melhorar a estabilidade e a biodisponibilidade do princípio ativo e as suas Propriedades organolépticas como o sabor e o cheiro em formulas farmacêuticas. As CDs são aplicadas para mascarar o cheiro e o sabor desagradáveis de alguns fármacos, mudar compostos líquidos em sólidos, diminuir a volatilidade e evitar incompatibilidades indesejáveis. O aumento da solubilidade, dissolução e liberação controlada de fármacos são outras aplicações de CDs. As CDs vêm sendo usadas com na administração e liberação de fármacos por várias vias de aplicações, como oral, vaginal, retal, nasal, oftálmica, pulmonar, dérmica e transdérmica.
Apesar da biocompatilidade das CDs, elas podem mostrar resistência ao poder de degradação de enzimas humanas. As CDs podem ser tóxicas dependendo de sua forma de aplicação. Quando aplicadas por via intravenosa em humanos são excretadas, inteiramente, pelos Rins. Os valores de LD50 para α-, β- e γ-CD por aplicação intravenosa em ratos são em torno de 1,0 g/kg, 0,79 g/kg e mais do que 4,0 g/kg. Adicionado em determinadas concentrações, a β-CD tem uma grande afinidade com o colesterol da membrana lipídica de Células e, em doses muito altas, podem causar Hemólise dos Eritrócitos. A aplicação Parenteral de β-CD não é possível devido a sua baixa lipofilicidade, fazendo precipitar como micro-cristais nos rins, formando complexos com o Colesterol que se acumulam nos rins prejudicando os Néfrons. A ação da β-CD pode suavizar este problema.